# Michael Ball (labdarúgó)
Michael John Ball (Liverpool, 1979. október 2. –) angol labdarúgó, balhátvéd.

## Pályafutása

### Everton
Ball a gimnáziumban, a Liverpool ifirendszerében együtt játszott Steven Gerrarddal és Michael Owennel. 1994 és 1996 között az FA iskolájába, Lilleshallba járt, majd az Evertonba igazolt. Első felnőtt mérkőzését 1997 áprilisában játszotta csereként a Tottenham Hotspur ellen, először egy héttel később volt kezdő a West Ham United ellen. A balhátvédet 2001 februárjában hívta be a válogatottba az akkori angol szövetségi kapitány, Sven-Göran Eriksson egy Spanyolország elleni barátságos mérkőzésre. Ball Chris Powell cseréjeként lépett pályára a félidőben.

### Glasgow Rangers
2001-ben Ball pénzügyi problémák miatt elhagyta Evertont. Új klubja a Glasgow Rangers lett, a skótok 6,5 millió fontot fizettek érte.
2001 decemberében Ball térdsérülést szenvedett amely 18 hónapra kizárta őt a játékból, így ki kellett hagynia az egész 2002–2003-as szezonra. Ball a 2003–2004-es szezonban tért vissza. A 2004–2005-ös szezonban megnyerte a skót bajnokságot.

### PSV Eindhoven
2005-ben Ball a holland PSV Eindhovenhez igazolt. Ball kétéves szerződést írt alá. 500 000 fontot fizettek érte.

### Manchester City
2007. január 31-én 6 hónapos szerződést írt alá az angol csapatnál. Tíz nappal később debütált a Portsmouth ellen. Az első gólját az FA-kupa 5. fordulójában szerezte a Preston North End ellen február 18-án. 2007 júliusában meghosszabbította szerződését 2009 végéig. Ő a harmadik kapitány Richard Dunne (csapatkapitány) és Micah Richards (csapatkapitány-helyettes) mögött. 2008. augusztus 24-én csapatkapitány volt a West Ham United ellen. Csapata nyert 3-0-ra.

## Külső hivatkozások
Michael Ball pályafutásának statisztikái a Soccerbase oldalon (angolul)